# Kaltenbach (Gemeinde Vitis)
Kaltenbach ist eine Katastralgemeinde und ein Ort in der Marktgemeinde Vitis, Bezirk Waidhofen an der Thaya. Am 1. Jänner 2024 verfügte der Ort über eine Bevölkerung von 132 Personen.

## Lage
Die Katastralgemeinde Kaltenbach liegt im Süden des Gemeindegebietes von Vitis und grenzt im Osten an die Katastralgemeinde Sparbach, im Norden an die Katastralgemeinde Vitis, im Westen an die Katastralgemeinden Großrupprechts und Kleingloms und im Süden an die Gemeinde Echsenbach (Katastralgemeinde Echsenbach, Haimschlag und Kleinpoppen). 
Entlang der Grenze der Katastralgemeinde im Norden und Osten verläuft die Deutsche Thaya und die Trasse der Franz-Josefs-Bahn. Des Weiteren verläuft die Zwettler Straße (B 36) von Norden nach Süden über das Gebiet der Katastralgemeinde. Die Siedlung Kaltenbach, ein Angerdorf schließt sich östlich an die Bundesstraße an, daneben ist der Ort auch noch von Norden an die Bundesstraße angeschlossen. Eine weitere Straße führt von Kaltenbach durch das Waldgebiet Vitisholz bzw. Kirchenholz nach Heimschlag.

## Geschichte
Der Ortsname Kaltenbach ist urkundlich erstmals durch ein Dokument aus dem Jahr 1322 belegt, in dem der Verkauf einer Hofstatt in Chaltenpach beurkundet wurde. Der Name Kaltenbach geht dabei auf die Lage bei einem kalten Bach zurück. 
Die Grundobrigkeit des Ortes Kaltenbach war ursprünglich zweigeteilt, wobei Ende des 16. Jahrhunderts 10 Häuser zu Schwarzenau und 12 Häuser zu Kirchberg am Walde gehörten. Die Dorfobrigkeit gehörte ebenso zu Schwarzenau, das in der ersten Hälfte des 17. Jahrhunderts auch in den Besitz der Landgerichtsbarkeit kam, das es von Allentsteig erwarb. 1783 kam Kaltenbach von der Pfarre Echsenbach nach Vitis, zwischen 1861 und 1862 erfolgte der Bau der Kapelle. Die Bevölkerungszahl in Kaltenbach veränderte sich über die Jahrhunderte kaum, lediglich die Zahl der Häuser stieg, insbesondere im 20. Jahrhundert an. Bestanden in Kaltenbach im Jahr 1590/91 noch 21 Häuser, so stieg die Zahl bis 1848 lediglich auf 26 Häuser an. 1850 fiel der Ort zusammen mit Schacherdorf, Schoberdorf und Gadorf der neu gebildeten Gemeinde Vitis zu. 1900 umfasste Kaltenbach 28 Häuser, 1951 30 Häuser und 2000 38 Häuser. Laut Adressbuch von Österreich waren im Jahr 1938 in Kaltenbach ein Schmied und einige Landwirte ansässig.
Im politischen Bereich dominiert die Österreichische Volkspartei (ÖVP) analog zur Gemeindeebene die Wahlergebnisse. So erreichte die ÖVP im Wahlsprengel Kaltenbach bei der Gemeinderatswahl 2010 87 % (Gemeindeergebnis: 70 %) und die Sozialdemokratische Partei Österreichs (SPÖ) 13 % (Gemeindeergebnis: 30 %). 2005 hatte die ÖPV noch 96 % erreicht.

## Bauwerke
Der Ort Kaltenbach entspricht strukturell der eines Angerdorfes mit Gartenäckern, wobei der Anger teilweise verbaut wurde. Der Ort umfasst zahlreiche Drei- und Vierseithöfe mit meist späthistoristischen Putzfassaden. An den sogenannten Hintauswegen, das sind die Wege, die auf der Hinterseite der Höfe auf die landwirtschaftlichen Flächen führen, hat sich eine geschlossene Scheunenzeile erhalten.
Bei der Ortskapelle handelt es sich um eine zweijochige, platzlgewölbte Kapelle im neugotischen Stil, die nach 1909 erbaut wurde. Die Kapelle verfügt über einen eingezogenen Dreiseitschluss und einen Giebelreiter mit Giebelspitzhelm, zudem sind die Außenwände von einem Spitzbogentor und Spitzbogenfenster durchbrochen. Die dem heiligen Florian geweihte Kapelle ist mit einem volutengekrönten Säulenaltar ausgestattet, das Altarblatt zeigt die Krönung Mariens. Westlich des Ortes steht ein achtseitiger Bildpfeiler mit Ziegeltabernakelaufsatz.

## Persönlichkeiten
- Josef Marchsteiner (1909–1968), Landwirt, Politiker und Abgeordneter zum Landtag von Niederösterreich